# 唐元

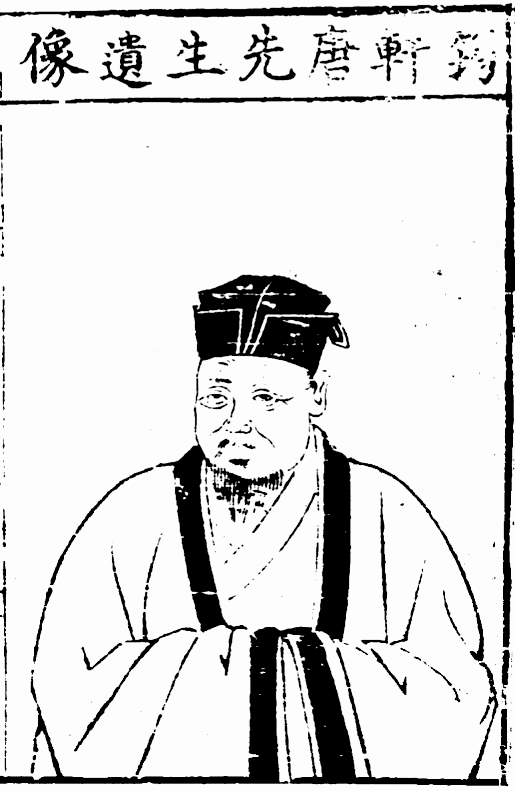
唐元像，载《唐氏三先生集》

唐元（1269年—1349年），字长孺，号敬堂，学者称筠轩先生。元朝江浙行省徽州路歙县（今安徽黄山市歙县）人。元朝著名学者、理学家、文学家，仕至徽州路儒学教授。他是徽州唐氏三先生之一，也是明朝开国谋士朱升的老师。卒后入乡贤词祭祀。

## 生平与交游
唐元既出诗书之家，自幼受程朱理学熏陶。少时与洪焱祖、俞魏卿为笔砚交，里人并称“新安三俊”。三人“徜徉山水间，洗濯磨淬，婆娑嬉游，未始不孳孳以蒞学为务。戏谑亵狎，不一出诸口。”蒙元灭宋后，科举废止达三十余年，江南文人多成游士。三人在干谒名公硕儒之余，恒心嗜学，闻名乡里。时徽州路总管孟淳初见唐元，十分器重，赠诗曰：“新安三俊子其一，气貌清腴文字工”。因为早年“不识治生理”，唐元“屡阨衣食”。三十六岁，以所作诗五十四篇投谒被誉为“江西诗派殿军”的方回，方回欣然命其集为《艺圃小集》，并在序文中称赞其诗“所以可人意者，格高也……近人之学许浑、姚合者，长孺扫之如秕糠，而以陶、杜、黄、陈为师者也”。此后，唐元“梦寐间不敢忘先生之训”，“奋迅劘切以诗自鸣”。延佑二年（1315），元廷恢复科举。消息传到徽州，四十六岁的唐元一度“萤窗雪案”，学习应试文章，却四试有司不利，于是愤弃举子业。元廷科举规模不大，对汉人、南人又存有歧视，这使得当时大量文人转而从事吏事。当时，虽有数举不第而恩授教授、学正和山长之例，但对汉人、南人也存在年龄上的限制。唐元最初训导乡校，生活较为清苦。五十八岁时，得江浙行省授平江路儒学学录之职，在职兴文教，交游东南名士。六十五岁，迁建德路分水县儒学教谕。六十八岁，任集庆路南轩书院山长，声名已盛于金陵。寻以徽州路儒学教授致仕，退居歙县乌聊山下，“益以文章自任”，名重东南，被誉为“东南学者师”。“每侯伯下车，必先请见。四方大夫士子过其境者，必询其起居，即其庐而礼焉。” 上门求文者也是络绎不绝，填塞阡陌。
唐元自谓“晚始知学，而圣言浩若烟海，常惧精力就衰，卒未有成”，“恨平生未见之书尚多，吾岂甘衰老而自弃哉？”因此，他好学老而不倦，晚年“须眉纷白，神采粹温。老于其乡，一人而已”。至正九年以病卒，得年八十有一。临终嘱薄葬，又作“视死如归，无忧无辱。海水还源，本来面目”十六字诗，端坐而逝。其自作像赞曰：“生不忮物，晚而劬书。庶几谨畏，遗体无污”，可以说是对其一生的写照。
唐元平生交游广泛。仅《筠轩集》诗文所及者，即有：方回、虞集、曹泾、龚璛、张起岩、王士熙、吴师道、杨刚中、贡师泰、李桓、杜本、郑元佑、汪巽元、陈栎、汤炳龙、杨敬惪、洪焱祖、俞魏卿、郑奕夫、郑玉、程文、危素、毕祈凤、牟应复、马昂夫（薛昂夫）、郭麟孙、夏溥、刘致、盛则轩、程益、陈方、艾庭晖、俞肇、鲜于去矜、蒋师文、江光启、黄志斋、朱克用、朱文选、赵孟威、夏希贤、夏泰亨、徐舫、胡初翁、孟淳、卢挚、于泰来、孙国瑞、庄蒙、吕广文、汪逢辰、尤拔、吴彬、汪德玉、程国宝、鲍元康、汪幼凤、周彦明、鲍椿、许洪寿、程植、孙岩等。这些人大多是当时身处东南一带的名士，以及诸路儒学教官或书院山长。唐元的交游情况，一定程度上反映出元代士人在干谒交际和从事教业上的真实状况，对考证相关人物的生平也有一定的价值。
唐元生平所著，计有《敬堂杂著》、《思乐杂著》、《吴门杂著》、《分阳杂著》、《金陵杂著》和《老学藂稿》凡“三千余篇”，以及理学著作《易传义大意》十卷、《见闻录》二十帙，可谓著作等身。今仅存《筠轩集》诗文十三卷，有《唐氏三先生集》本和清《四库全书》本。从版本上看，前者即后者的底本。《唐氏三先生集》的序跋和附录中，保留了大量有关唐氏三先生的文献，是今人研究三先生和元明徽州文学的重要材料。

## 理学
元代是新安理学迅速发展的时期。当时徽州士人视程朱之学为家邦之学，又都重视家学渊源，因此几乎无人不浸染理学。唐元幼承过庭之训，私淑朱熹，尤精于《易》。他认为，“《易》至朱程无余蕴矣”，但是“二家多不及象”；“儒先於一爻二爻间有总论”，然而“六爻每无总论”。因此，悉数考证陈备，凡“互有不同，则疏于卦末”，成《易传义大意》十卷[3]。此书今已不见传本，清朱彝尊《经义考》卷四十四即将其列为佚书。
唐元平生喜竹，谓其“霜凌雪厉，独正不惧，即吾志操之坚贞也”。他在《董氏存诚堂记》中以“乾之九二”论诚心之道，在《徽州路重建谯楼记》中以山水卦形记建楼始终；在《山林读书所记》中以“物得其所”引出“一心在理”、“持敬”修诚之论，在《一斋记》中由“天一”之数推及人伦终始、修心敬静之说；其《歙县儒学修造记》以“天下惟理最大”开篇，《徐至刚字说》以“义”制刚直收尾……皆持论中正，不一而足。这种“正色坐紫阳”、不为异说的态度，是当时从事教职的教官和山长们所共有的。唐元晚年著《见闻录》二十余秩，“理学渊源，名物巨细，事无不考，问无不知” 。虽然此书亦已散佚，但从书名可以看出，唐元当是重视以主观经验和客观名物来阐述理学的，这自然是难能可贵的正途。至于探究“理学渊源”、“事无不考”，从治《易》的角度看，不由令人想起清人王夫之的易学。《四库总目》称唐元“于经术颇深，其议论亦不诡于正”。可惜其理学著作今皆亡佚，已难深入探究了。

## 文章
唐元是以程朱理学出身而治文的。在经历了科举的失利后，他转而攻古文，“紬绎经史百家，沉潜韩柳欧曾，于鹤山爱其博洽，自以为临邛衣钵”。每每“五更孤枕，潜思密运，不竢笔札，以腹为稿”，于是“文从字顺，滔滔汩汩” 。唐元以“临邛衣钵”自居，道学文章皆以魏了翁为师。魏了翁之文醇正有法，且立意高远、思想深刻；语言流畅，而纡徐曲折、出乎自然。今观唐元《筠轩集》中《金陵祭杨待制文》写得高古整齐，《贽见梦臣张侍御书》则纡徐而典雅，其他序记铭跋也都议论平实而富有文采，尤可谓得鹤山真传。此外，其《太原王才塑工赞》描摹生动传神，《四库总目》谓其“亦可以补史所未备”；而《跋李伯时摹刘商观弈图》和《舟喻示儿桂芳》都写得短小凝练，后者全文不足160字：
日游吴会，买舟江浒。篙师嗜利而好招人也，偪仄委琐，坐卧弗舒，炎熇上压，沴气下蒸，不呕则泄，同舟之人惧焉。晚泊马目山下，贷舟老叟，大可容千斛，深房高榻，枕簟悉安。余始知善用大者不知其为大，而器小者自不可掩也。汝由是而知务学矣！浮躁浅露，其量几何？深藏不市而恢乎有容者，君子之道也，作《舟喻》，示第五儿桂芳，且将以自箴焉。
唐元白天所乘小舟，因船家贪利多载，以致舱内污浊，旅客叫苦不迭。夜晚所登大船，人少舒适，因而坐卧甚安。这是生活中的一件小事，唐元却从中看出了“善用大者不知其为大，而器小者自不可掩也”的事实，并悟出了“务学”应当“深藏不市而恢乎有容”的道理。《易·序卦》云：“有大而能谦，必豫。”唐元以舟所喻的道理，正是君子的重要品德。文章前半部分叙事，在描述了小舟的狭窄肮脏后，仅用“深房高榻，枕簟悉安”八字便衬托了大船的宽敞惬意。后半部分抓住“大”和“小”的不同表现，点到即止。在说理的方法上，因事生教，寓理于物，完全不是空洞呆板的说教。最后以“且将以自箴”结尾，使得父子处于平等地位，更显谨慎自然，可以说一篇是难得一见的说理文章。

## 诗歌
唐元晚年在《艺圃后稿自序》中回忆谒诗方回一事时说：“遂闻古今作者格有高卑之异，知其说当自得之心，然博读静思其梯级也……窃谓自得于心者，无法之法；博读精思者，有法之法。”其《艾幼清汝东樵唱诗跋》又云：“昔人有言，读书万卷而不用于诗，畏其义博而辞溢也。夫诗有别材，本于性情，触物而发。故曰：‘言之精者为文，文之精者为诗。’然观少陵言‘读书破万卷，下笔如有神’，益知学诗人腑肺，非得古今灌溉，理义融会，则如貌枯语涩，于善养生人不类。”唐元悟出诗格有高卑、诗情需学问、理义灌溉的道理，遂注重以精思治学入诗文，以品格治心求道理。其《读子敬龚先生江东小稿》云：“谢韦向上无圭角，濂洛方来以道鸣”、“坡公门下无多客，工部毫端有万牛”、“五更孤枕六旬客，二句三年双泪流”，意识到东坡之诗难学，杜甫笔力则更是雄浑，向他们学习诗法，不仅需要博学精思，更需要苦吟精进。他的这种“兼学唐宋”而有所侧重的观点，在一定程度上避免了当时部分文人“宗唐”却沿袭了中晚唐纤弱之风的弊病。杨刚中以“诗思腾涌,如万斛泉不择地而出”来称赞唐元的诗[3]，而作诗达到诗思腾涌而又冲澹雄厚的境界，无疑是需要苦寒磨练的。

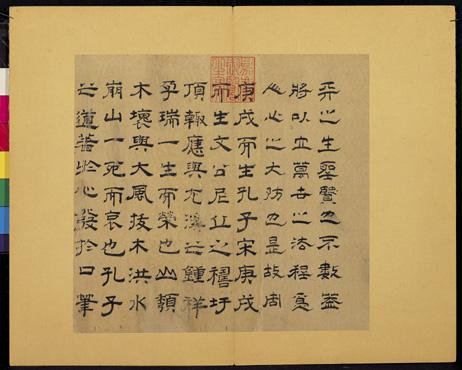
唐元书法作品，现藏於臺灣國立故宮博物院。

## 评价
《四库总目》：“盖其始终当元盛时，故所作多和平温厚之音，极为虞集所推许。又尝着《易大义》、《见闻録》诸书，于经术颇深，其议论亦不诡于正。”
唐桂芳：“紬绎经史百家，沉潜韩柳欧曾，于鹤山爱其博洽，自以为临邛衣钵。”
方回：“诗以格高为第一……（唐元诗）所以可人意者，格髙也。何以谓之格高？近人之学许浑、姚合者，长孺扫之如粃糠，而以陶、杜、黄、陈为师者也。” 
虞集：“近覩《郑夫人行实》，佳甚。吾恨不识唐公之为人。”
朱升挽诗：“紫阳山下小柴门，每忆童年拜隐君。乔岳岩岩瞻寿相，长江浩浩读雄文。衮衣不独缘稽古，宦学何时见策勋。千载藤溪风月在,直须骥子表高坟。”
贡师泰：“公文字有法度，诸人不可及。” 
夏漙：“唐君之文高古整齐，令人读之不休。邻邦何幸，有此手笔！”
杨刚中：“诗思腾涌，如万斛泉不择地而出。”
杜本：“公之诗文霶霈敷腴，不事险涩。诗慕陶杜黄陈，文入欧曾而卒于临卭。” 
程敏政“筠轩之文纡徐而典雅，有汴宋前辈之风。故元名公张起岩、王士熙、吴师道诸君子皆盛称之。诗则含蓄而隽永，不作近代人语。虚谷方公为之序，美其格髙，世以为知言。”
舒頔：“文章学问为时所宗……所谓充然浑然者，当不在汉唐下。诗尤高，丰缛清润，有台阁风。” 
朱文选：“先生之为诗，盘折老硬，无纤巧态。为文和平霶霈，无险涩语。沉浸乎礼义之中，优游乎古今之际。”
朱同：“诗文滂沛敷腴，不事险涩。” 
孟淳：“新安三俊子其一，气貌清腴文字工。”
王士熙：“乘槎深夜问支机，天女流梭舞凤飞。回首人间金粟尺，剪灯愁制五铢衣。”
陈浩：“筠轩先生以文章行义为士轨式。”
王达：“予阅筠轩先生长孺唐公诗文，辞理条畅，不假雕镂，浩瀚滂沛，浑然天成。得临邛衣钵，有宋季诸儒之气象。”
翁方纲：“新安为朱子之乡，故其（唐元）议论绪言颇津逮朱门。在元人著作中颇为近正。”
歙县民间谚语：“凡入城府，不之东郭见潜夫（洪焱祖），则之南门见长孺（唐元）。”